# حركة 30 تموز 1968
ثورة أو حركة 30 تموز 1968 هي حركة تكميلية لانقلاب 17 تموز 1968 في العراق، والذي سيطر فيهِ حزب البعث العربي الاشتراكي على الحكم.
في 17 تموز 1968، تشكلت حكومة برئاسة عبد الرزاق النايف، لكن في 30 تموز 1968، قام البعثيون بقيادة أحمد حسن البكر وحردان التكريتي وعضوية صدام حسين بالإطاحة وطرد أبرز العسكريين الذين قاموا بالحركة ومنهم إبراهيم الداود وعبد الرزاق النايف وقتلوا بعد ذلك عبد الرزاق النايف في منفاه بلندن في 9 يوليو 1978
يعتبر حزب البعث العربي الاشتراكي كلا الانقلابين حركة واحدة ويطلق عليها «ثورة 17-30 تموز».